# Пекинская блондинка
«Пекинская блондинка» (фр. La Blonde De Pekin) — кинофильм. Экранизация произведения Джеймса Хэдли Чейза.

## Сюжет
Кристин Олсен, молодая и красивая блондинка, была найдена без сознания в парке. Несмотря на амнезию, она тем не менее привлекла внимание ряда международных спецслужб, так как велика вероятность, что Кристин является любовницей китайского учёного-ядерщика и обладает некоей секретной информацией. Интерес к девушке проявляет и ЦРУ, наняв Марка Гандлера, молодого актёра, чтобы он представился мужем и выведал как можно больше о её прошлом.

## В ролях
| Актёр               | Роль          |
| ------------------- | ------------- |
| Мирей Дарк          | Кристин Олсен |
| Клаудио Брук        | Марк Гандлер  |
| Эдвард Дж. Робинсон | Дуглас        |
| Франсуаз Брион      | Эрика Олсен   |
| Паскаль Робертс     | Моника        |
| Анне-Мари Блан      | Мерна         |

## Интересные факты
Если роман Джеймса Х. Чейза, положенный в основу фильма, написан как обычный «серьёзный» шпионский роман, то фильм снят в ироничной манере и представляет собой скорее комедию, пародирующую шпионские фильмы своего времени.